# Chant de la fleur rouge
Chant de la fleur rouge (en finnois : Laulu tulipunaisesta kukasta) est un roman finlandais de Johannes Linnankoski paru pour la première fois en 1905. Il est considéré comme le travail le plus connu et personnel de l'auteur. Le récit est vaguement basé sur la légende de Don Juan et raconte l'histoire d'une jeune femme charmant un homme travaillant dans le flottage du bois. Il est récompensé du Prix de la littérature de l'État finlandais en 1906 ainsi que par la Société de littérature finnoise. La version française sort pour la première fois en 1924 chez l'éditeur Rieder. Le récit est adapté à cinq reprises en film cinématographique entre 1919 et 1971. Un grand nombre de pièces de théâtre ont également été réalisées sur la base du roman comme trois pièces au Théâtre d'été de Pyynikki, à Tampere, en 1960, 1981 et 2005.

## Cinéma
La première adaptation est un film suédois muet, réalisé par Mauritz Stiller en 1919. La dernière, de 1971, est le seul film en couleurs.
- 1919 : Le Chant de la fleur écarlate (Sången om den eldröda blomman), réalisé par Mauritz Stiller[5] (Suède), film muet ;
- 1934 : Sången om den eldröda blomman, réalisé par Per-Axel Branner[5] (Suède) ;
- 1938 : Le chant de la fleur écarlate (Laulu tulipunaisesta kukasta), réalisé par Teuvo Tulio[6] ;
- 1956 : Le chant de la fleur rouge (Sången om den eldröda blomman), réalisé par Gustaf Molander[7] (Suède) ;
- 1971 : Laulu tulipunaisesta kukasta, réalisé par Mikko Niskanen.